# Tristan (Guinea)
Tristan (franz. [triˈstɑ̃], auch Tristao) ist eine Insel im Atlantischen Ozean vor der Küste Guineas. Die 226 km² große Insel gehört administrativ zur Region Boké, die an Guinea-Bissau grenzt.